# 小巧溪蟹属
小巧溪蟹属（学名：Parvuspotamon）为溪蟹科的一个属。

## 下属物种
本属包括以下物种：
- 底圩小巧溪蟹 Parvuspotamon dixuense Naruse, JE Chia & XM Zhou, 2018
- 玉溪小巧溪蟹 Parvuspotamon yuxiense Dai & Bo, 1994